# Yale (Dakota Południowa)
Yale – wieś w Stanach Zjednoczonych, w stanie Dakota Południowa, w hrabstwie Beadle.